# Ananda Coomaraswamy
Ananda Kentish Coomaraswamy, född den 22 augusti 1877 i Colombo, död den 9 september 1947 i Needham i Massachusetts i USA, var en indisk filosof, metafysiker och konstvetare. Coomaraswamy verkade i en anda av hinduismens advaita vedanta och sanatana dharma (ungefär "den eviga doktrinen"). Han brukar räknas som en av grundarna till den Traditionella skolan inom religionsfilosofin, vid sidan om René Guénon och Frithjof Schuon.  Coomaraswamy behärskade ett 40-tal språk och specialiserade sig på studier om det universella i sakral konst från olika civilisationer och föreställningsvärldar i såväl öst och väst, inte minst i platonism, buddhism och hinduism. Hans samlade verk är mycket omfattande och består av över 1000 olika texter och artiklar, publicerade bland annat i tidskriften Studies in Comparative Religion.